# متنزه هيكشر الحكومي
متنزّه هيكشر الحكومي، 1,657 أكر (6.71 كـم2) متنزّه الولاية على شاطئ خليج جريت ساوث في إيست إيسليب في مقاطعة سوفولك، نيويورك، الولايات المتحدة الأمريكية.

## تاريخ
تبلغ مساحة المتنزّه 1,469 أكر (5.94 كـم2)التي كانت ذات يوم عقارات جورج سي تايلور وجي نيل بلوم في القرن التاسع عشر.قام مؤسس إسليب، ويليام نيكول، ببناء ممتلكاته في الأصل على هذا العقار.قامت لجنة، لونغ آيلاند ستيت بارك بقيادة روبرت موسيس، بمصادرة الممتلكات في عام 1924 وهو إجراء تبين أنه غير قانوني من قبل أعلى محكمة في الولاية على أساس أن القانون لم يسمح بمثل هذا المصادرة عندما لم يكن لدى اللجنة الأموال اللازمة لدفعها. للممتلكات ومع ذلك، في غضون ذلك، احتفظت اللجنة بالسيطرة على الممتلكات. على الرغم من معارضة السكان المحليين الأثرياء، اشترت ولاية نيويورك الحديقة أخيرًا بمساعدة تبرع من أغسطس هيكشر. افتتحت المتنزّه رسميًا في فبراير 1929.
ابتداءً من عام1972واستمر حتى عام2008عزفت فرقة نيويورك الفيلهارمونية في متنزّه هيكشر الحكومي كجزء من سلسلة «حفلات موسيقية في المتنزهات» المجانية.أقيم الحدث السنوي في أمسيات الصيف في حقل مفتوح بالقرب من المخيم وكان مفتوحًا للجمهور.في عام2009، اختارت أوركسترا نيويورك إلغاء الحدث لصيف ذلك العام بسبب القيود المالية. عام واحد دون حفلة موسيقية في المتنزّه، تمكنت لونغ آيلاند فيلهارمونيك من تقديم أداء ناجح في عام 2010. بدأ الجيل الجديد من الحفلات الموسيقية بموضوع الملحنين الأمريكيين، بما في ذلك جورج غيرشوين وليونارد بيرنشتاين وجون فيليب سوزا وجون ويليامز وبيلي جويل.

## وصف المتنزّه

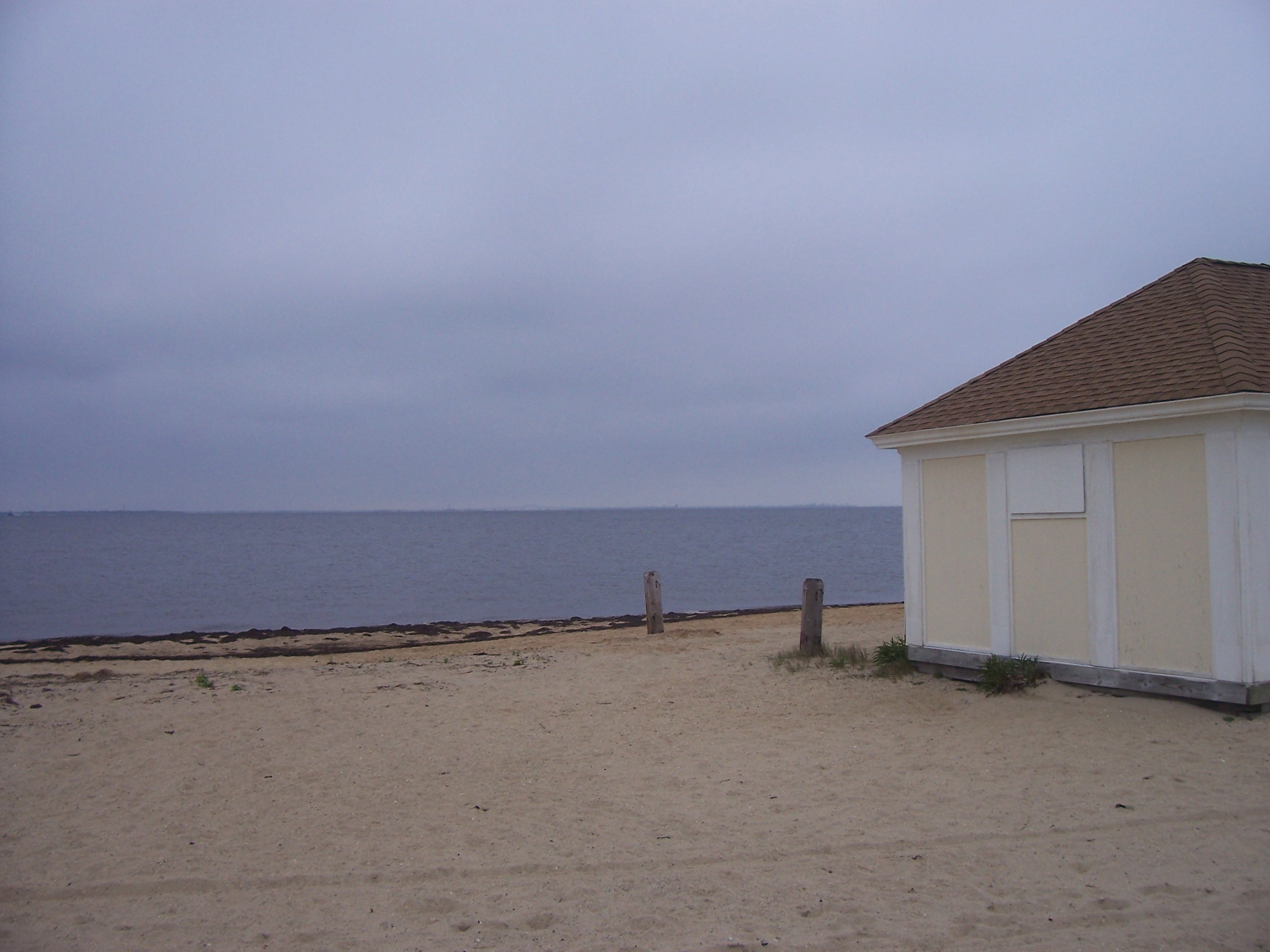
منظر من الشاطئ إلى جريت ساوث باي

يوفر هيكشر شاطئًا وطاولات نزهة مع أجنحة وملعبًا للجولف وبرامج ترفيهية وركوب الدراجات وصيد الأسماك والتزلج الريفي على الثلج ومقطورات للقوارب ومطاعم وهي تشمل غابة هيكشر، وهي ملعب جولف قرصي مخصص تم إنشاؤه في صيف عام2014.كان المنتزة يوفر سابقًا موقعًا للتخييم مع مواقع الخيام والمقطورات، فضلاً عن مسبح بالحجم الأولمبي، تم إغلاقه بسبب التخفيضات في الميزانية.
يُعرف متنزّه هيكشر الحكومي باسم «منزل الغزلان ذات الذيل الأبيض» حيث أن الغزلان مكتظة بالسكان إلى حد ما في جميع أنحاء المنتزة بالإضافة إلى ذلك، يمكن ملاحظة حوالي 280 نوعًا من الطيور في المتنزّه.
يمكن الوصول إلى المتنزّه عن طريق، هيكشر ستيت باركواي ويقع داخل المنطقة التي يحميها قسم الإطفاء.
يبدأ مسار لونغ آيلاند جرينبيلت تريل 31 ميل (50 كـم) في متنزّه هيكشر الحكومي ينتهي في متنزّه سونكن ميدو الحكومي.

## روابط خارجية
- New York State Parks: Heckscher State Park
- Long Island Philharmonic at Heckscher Park